# Bostrychanthera yaoshanensis
Bostrychanthera yaoshanensis là một loài thực vật có hoa trong họ Hoa môi. Loài này được S.L.Mo & F.N.Wei mô tả khoa học đầu tiên năm 1983.